# Ectecous tenebrosus
Ectecous tenebrosus är en insektsart som beskrevs av Desutter-grandcolas 1992. Ectecous tenebrosus ingår i släktet Ectecous och familjen syrsor. Inga underarter finns listade i Catalogue of Life.